# Ceratops
Ceratops (que significa "cara de chifre") é um gênero duvidoso de dinossauro ceratopsiano herbívoro que viveu durante o Cretáceo Superior. Seus fósseis foram encontrados na Formação Judith River em Montana. Embora pouco conhecido, Ceratops é importante na história dos dinossauros, já que é o gênero tipo para o qual tanto a Ceratopsia quanto a Ceratopsidae foram nomeadas.

## Descoberta

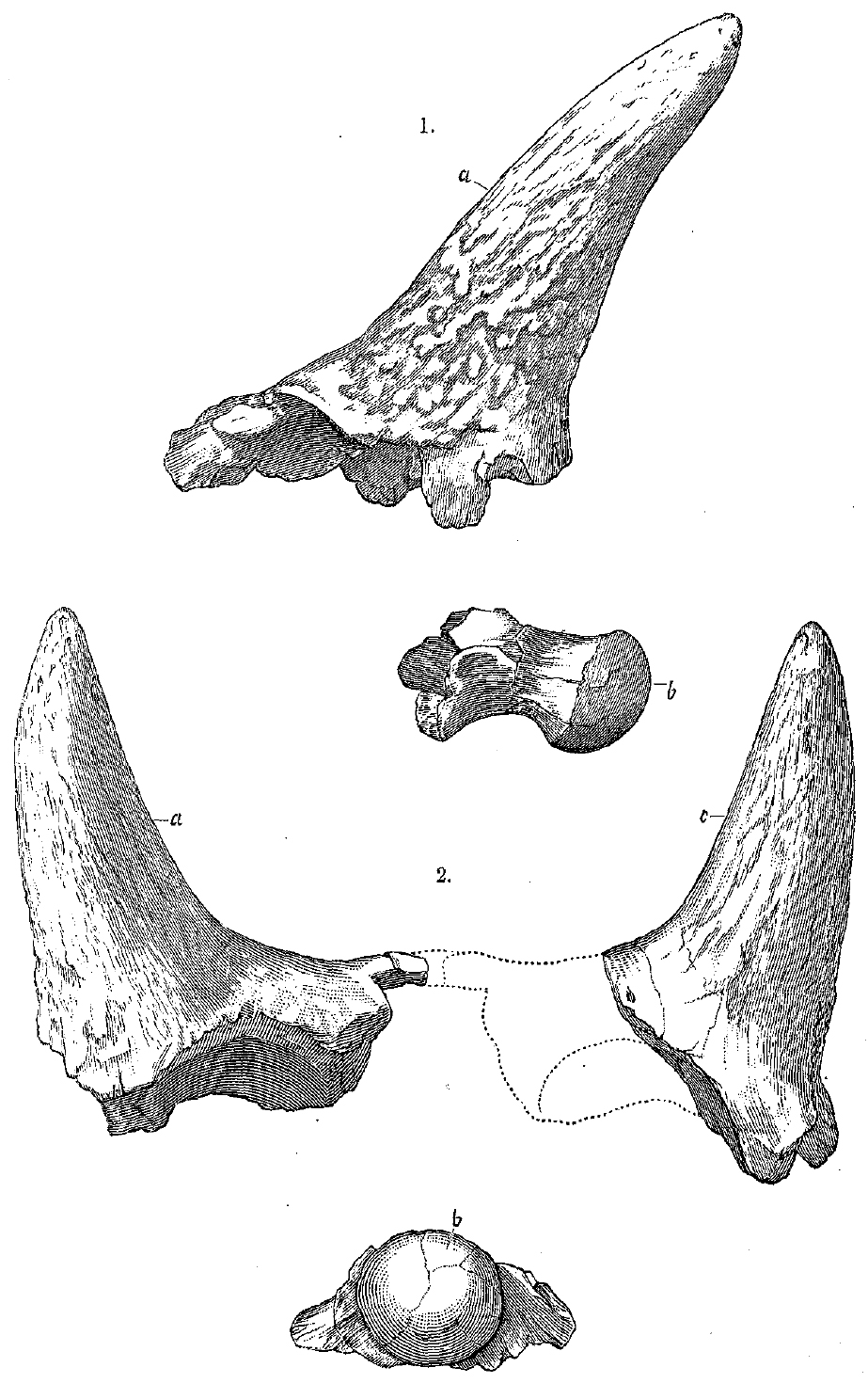
Ilustração do espécime tipo por Marsh

Os primeiros restos mortais referidos a Ceratops — um côndilo occipital e um par de núcleos de chifres — foram encontrados por John Bell Hatcher (1861–1904) no final do verão de 1888 perto de Cow Creek no Condado de Blaine na Formação Judith River mais alta de Montana, Estados Unidos. Hatcher era na época empregado por Othniel Charles Marsh que no mesmo ano nomeou a descoberta como a espécie-tipo Ceratops montanus. O nome genérico foi derivado do grego κέρας, keras, "chifre", e ὤψ, ops, "rosto". O nome específico se referia ao estado foi descoberto. Marsh originalmente acreditava que o animal era semelhante ao Stegosaurus, mas com dois chifres na parte de trás da cabeça, um comprimento do corpo de 25 a 30 pés, placas horizontais nas costas e bípede. De acordo com Marsh, ele teria "representado uma aparência muito estranha". Em sua ilustração do par de chifres, supostamente mostrando-os por trás, Marsh trocou sua posição e girou seu exterior para trás para fazê-los apontar para dentro.
O holótipo, USNM 2411, foi encontrado em uma camada que data do Campaniano. Consiste, além do côndilo occipital, de dois núcleos de chifres supraorbitais de cerca de vinte e dois centímetros de comprimento. O chifre direito está preso a uma parte do pré-frontal. Marsh mais tarde referiu dois esquamosais à espécie, espécimes USNM 4802 e USNM 2415. No entanto, estes são mais provavelmente de membros de Centrosaurinae; eles também foram referidos a Avaceratops.
Em 1906, Richard Swann Lull observou que o nome Ceratops havia sido ocupado por um pássaro, Ceratops Rafinesque 1815, mas também que este havia sido um nomen nudum não descrito, fazendo com que o nome ainda estivesse disponível em 1888. No entanto, ele propôs provisoriamente um nome de substituição: Proceratops.
Já no início do século XX, novas descobertas tornaram cada vez mais difícil distinguir os restos limitados de Ceratops de várias outras formas relacionadas. Hoje, este é considerado um nomen dubium. Em 1995, David Trexler e F.G. Sweeney observaram que o material completo de um leito ósseo que havia sido encontrado em Montana poderia permitir que Ceratops fosse reexaminado. O sítio, conhecido como Mansfield Bonebed, pertence ao mesmo nível estratigráfico que o que produziu os restos originais do Ceratops. Inicialmente, ele foi interpretado como contendo Styracosaurus, mas o que autores anteriores consideraram os espinhos de babados do Styracosaurus acabaram sendo chifres orbitais de membros de Chasmosaurinae. Trexler e Sweeney apontaram que esses chifres se assemelhavam muito aos do Ceratops e poderiam permitir que o gênero fosse resgatado como um nome válido. Os ceratopsídeos do leito foram posteriormente referidos ao gênero Albertaceratops e, posteriormente, reclassificados em seu próprio gênero, Medusaceratops.
Em 1999, Paul Penkalski e Peter Dodson concluíram que Ceratops, apesar de ser um nomen dubium porque o material é muito escasso, parecia intimamente relacionado ao Avaceratops, que pode até ser um Ceratops juvenil; não há material suficiente para provar isso.